# Henniez
Henniez é uma comuna da Suíça, situada no distrito de Broye-Vully, no cantão de Vaud. Tem 2,63 km² de área e sua população em 2018 foi estimada em 346 habitantes.